# Messier 75
Messier 75 (M75 o NGC 6864) és un cúmul globular situat a la constel·lació de Sagitari. Va ser descobert per Pierre Méchain el 27 d'agost de 1780 i inclosa en el catàleg d'objectes de Charles Messier aquell mateix any. Com la majoria dels cúmuls catalogats per Messier, William Herschel va ser el primer a resoldre-hi estrelles el 1784.
El M75 es troba a una distància d'uns 67.500 anys llum de la Terra i té un diàmetre aparent de 6 minuts d'arc que es tradueix en un radi real d'uns 67 anys llum. Està classificat com classe I, el que significa que és un dels cúmuls globulares coneguts més densament concentrats. La magnitud absoluta del M75 és d'uns -8.5 i la seva lluminositat és una mica més de 180.000 vegades la del Sol.

## Observació
M75 es troba en una regió de Sagitari bastant pobra d'estrelles. El cúmul és molt compacte i concentrat; només resoluble en estrelles amb telescopis prou grans.